# Jurij II di Galizia
Jurij II di Galizia, nato Bolesław Trojdenowicz e noto anche come Bolesław Jerzy II Mazowiecki, (1308 – 7 aprile 1340), è stato un nobile polacco di etnia rutena, Principe di Galizia-Volinia. Dopo la sua morte ebbero inizio le guerre di Galizia-Volinia per la successione sul Principato di Galizia-Volinia.

## Biografia
Boleslao era figlio di Trojden I di Masovia della dinastia Piast, duca di Czersk (Masovia) e Maria, figlia del principe di Galizia Giorgio I di Galizia. Sin da quando suo padre era ancora il capo delle terre di Masovia, nel 1323 Boleslao prese il nome di "Giorgio (Jurij)", divenendo principe di Galizia per parte della moglie. Ricevette poi anche il Ducato di Belz dopo la morte precoce di Andrea di Galizia.
Nel 1331 sposò Eufemia, figlia del granduca di Lituania Gediminas e sorella di Aldona di Lituania, moglie di Casimiro III di Polonia. In un trattato del 1338 Boleslao-Giorgio offrì a Casimiro III la successione al trono del Principato di Galizia-Volinia. Boleslao venne appoggiato dalla popolazione tedesca che viveva nelle sue terre. Nel 1324 Boleslao diede statuto di città a Volodymyr-Volyns'kyj sulla base del diritto di Magdeburgo e Sanok nel 1339.
Egli venne avvelenato nel 1340 da boiardi ortodossi e morì, prima di suo padre, senza lasciare un erede. Dopo la sua morte il Principato di Galizia venne gradualmente annesso al regno di Polonia fra il 1340 ed il 1366, durante il regno di Casimiro III.